# Buena Vista Social Club
Buena Vista Social Club – zespół muzyczny założony w połowie lat 90. przez Ry Coodera, złożony muzyków grających tradycyjną taneczną muzykę kubańską, często związanych z dawnym klubem hawańskim o tej samej nazwie. Wydana w 1997 roku płyta, towarzyszące jej światowe tournée, a także nakręcony przez Wima Wendersa za namową Ry Coodera film pod tytułem Buena Vista Social Club odniosły olbrzymi sukces na świecie, przyczyniając się do odrodzenia po wielu latach mody na muzykę kubańską. W 2003 album został sklasyfikowany na 260. miejscu listy 500 albumów wszech czasów magazynu Rolling Stone.

## Klub
Klub muzyczny Buena Vista Social Club został założony w Hawanie na Kubie w 1932 r. Szczyt jego popularności przypadł na lata czterdzieste XX wieku, a zamknięty został w ramach przeobrażeń po rewolucji kubańskiej we wczesnych latach 60. XX wieku.

## Członkowie zespołu
- Juan de Marcos González
- Ibrahim Ferrer
- Rubén González
- Pío Leyva
- Manuel „Puntillita” Licea
- Orlando „Cachaito” López
- Manuel „Guajiro” Mirabal
- Eliades Ochoa
- Faustino Oramas
- Omara Portuondo
- Compay Segundo
- Barbarito Torres
- Amadito Valdés
- Joachim Cooder
- Nick Gold

## Dyskografia
Buena Vista Social Club
1. Chan Chan – 4:16
2. De Camino a la Vereda – 5:03
3. El Cuarto de Tula – 7:27
4. Pueblo Nuevo – 6:05
5. Dos Gardenias – 3:02
6. Y Tú Qué Has Hecho? – 3:13
7. Veinte Años – 3:29
8. El Carretero – 3:28
9. Candela – 5:27
10. Amor de Loca Juventud – 3:21
11. Orgullecida – 3:18
12. Murmullo – 3:50
13. Buena Vista Social Club – 4:50
14. La Bayamesa – 2:54